# 1963年北海道知事選挙
1963年北海道知事選挙（1963ねんほっかいどうちじせんきょ）は、北海道の執行機関である北海道知事を選出するために行われた選挙で、第5回統一地方選挙前半戦の投票日である1963年4月17日に投票が行われた。

## 概要
北海道知事の任期4年が満了したことに因る選挙である。北海道知事選挙は、1947年の第1回選挙以来、一貫して統一地方選挙の日程で実施されている。また日本社会党（以下、社会党）の勢力が強い地域であるため、保革一騎討ちの選挙戦が第1回選挙以来一貫して続いている。
今回は、現職知事で再選を目指す自由民主党（以下、自民党）公認の町村金五候補に対し、社会党公認の荒哲夫が挑む構図となった。開票の結果、町村候補が荒候補に大差をつけて再選を果たした。

## 基礎データ
- 選挙事由：任期満了
- 告示日：1963年?月?日
- 投票日：1963年4月17日
- 当日有権者数：2,812,184名
- 候補者：4名

| 候補者名 | 年齢 | 党派（推薦党派） | 新旧 | 備考              |
| -------- | ---- | ---------------- | ---- | ----------------- |
| 荒哲夫   | 57   | 社会党           | 新人 |                   |
| 町村金五 | 62   | 自民党           | 現職 | 北海道知事（1期） |
| 西舘仁   | 60   | 共産党           | 新人 |                   |
| 前川一水 | 52   | 無所属           | 新人 |                   |

## 選挙結果
投票率：79.80％（投票者数2,244,227名）前回80.94％
| 当落 | 候補者     | 党派（推薦） | 新旧       | 得票      | 得票率 |
| ---- | ---------- | ------------ | ---------- | --------- | ------ |
| 当選 | 町村金五   | 自民党       | 現職       | 1,393,352 | 63.5%  |
|      | 荒哲夫     | 社会党       | 新人       | 753,480   | 34.4%  |
|      | 西舘仁     | 共産党       | 新人       | 34,064    | 1.6%   |
|      | 前川一水   | 無所属       | 新人       | 12,178    | 0.6%   |
|      | 有効票総数 | 有効票総数   | 有効票総数 | 2,193,074 |        |

出典：北海道知事選挙の結果（昭和22年～現在）
選挙の結果、町村金五知事が荒哲夫に大差をつけて再選を果たした。